# Palewyami
Le palewyami est une langue amérindienne de la famille des langues yokuts parlée aux États-Unis, dans sud de la Californie.

## Classification
Le palewyami constitue un groupe, appelé poso creek, parmi les langues yokuts.

## Grammaire

### Pronoms
Le palewyami possède, comme d'autres parlers yokuts, des pronoms impératifs qui sont wik’/wak’, au singulier, et wil/wal, au pluriel.
Parmi les pronoms démonstratifs, la langue distingue la proximité. On trouve xe, ceci (proche), ko, ceci (lointain), tʰaʔ, cela.
- Paradigmes de ceci[4].

|           | singulier | duel   | pluriel |
| --------- | --------- | ------ | ------- |
| Nominatif | xi        | xesik  | xesin’  |
| Accusatif | xe        | xesiki | xesini  |
| Génitif   | xeʔin     | -      | -       |

- Paradigmes de cela[4].

|           | singulier | duel    | pluriel              |
| --------- | --------- | ------- | -------------------- |
| Nominatif | tʰaʔ      | tʰesik  | tʰesin’              |
| Accusatif | tʰe       | tʰesiki | tʰesini              |
| Génitif   | tʰaʔin    | -       | tʰesinwan, tʰisinwan |